# Rychlovský hrádek
Rychlovský hrádek (též Hradiště u Dolních Štěpanic) je zaniklý hrad, který stával jihozápadně od Štěpanické Lhoty a severozápadně od Horních Štěpanic v katastrálním území Horní Štěpanice u obce Benecko v okrese Semily. Vznikl na konci třináctého století a zachovaly se z něj terénní pozůstatky opevnění.

## Historie
Podle archeologických nálezů byl hrad založen v poslední čtvrtině třináctého století a zanikl již na počátku čtrnáctého století. O jeho existenci se nedochovaly žádné písemné prameny, ale zakladateli mohli být příslušníci rodu Valdštejnů, kterým patřila většina okolní krajiny včetně hradu v Dolních Štěpanicích a kteří ho mohli využít k ochraně okrajové části svého panství v počátcích kolonizace kraje.
Zbytky hradu nejsou zaznamenány na tereziánském a josefínském katastru ani na Grauparově mapě Krkonoš z roku 1765.

## Podoba
Jednalo se jednodílný hrádek nepravidelného tvaru, v jehož konstrukcích hrálo významnou úlohu dřevo. Na severu a východě jej chránil příkop s valem, na jihu a západě příkrý sráz. V severní části byl val přerušen v místech, kde se pravděpodobně nacházel vstup do hradu. V hradním jádře se nedochovaly žádné pozůstatky zástavby, kterou neodhalily ani malé archeologické sondy.